# Окободжі (Айова)
Окободжі (англ. Okoboji) — місто (англ. city) в США, в окрузі Дікінсон штату Айова. Населення — 768 осіб (2020).

## Географія
Окободжі розташоване за координатами 43°23′17″ пн. ш. 95°8′12″ зх. д. / 43.38806° пн. ш. 95.13667° зх. д. (43.388177, -95.136693).  За даними Бюро перепису населення США в 2010 році місто мало площу 4,81 км², з яких 4,80 км² — суходіл та 0,01 км² — водойми. В 2017 році площа становила 4,54 км², з яких 4,53 км² — суходіл та 0,01 км² — водойми.

## Демографія
Згідно з переписом 2010 року, у місті мешкало 807 осіб у 427 домогосподарствах у складі 241 родини. Густота населення становила 168 осіб/км².  Було 1167 помешкань (243/км²).
Расовий склад населення:
| - 98,8 % — білих - 0,1 % — чорних або афроамериканців - 0,1 % — азіатів |

До двох чи більше рас належало 0,5 %. Частка іспаномовних становила 2,6 % від усіх жителів.
За віковим діапазоном населення розподілялося таким чином: 11,8 % — особи молодші 18 років, 59,2 % — особи у віці 18—64 років, 29,0 % — особи у віці 65 років та старші. Медіана віку мешканця становила 55,2 року. На 100 осіб жіночої статі у місті припадало 95,9 чоловіків;  на 100 жінок у віці від 18 років та старших — 96,1 чоловіків також старших 18 років.
Середній дохід на одне домашнє господарство  становив 111 010 доларів США (медіана — 56 932), а середній дохід на одну сім'ю — 139 422 долари (медіана — 74 375). Медіана доходів становила 41 591 долар для чоловіків та 35 179 доларів для жінок. За межею бідності перебувало 10,3 % осіб, у тому числі 9,1 % дітей у віці до 18 років та 5,0 % осіб у віці 65 років та старших.
Цивільне працевлаштоване населення становило 419 осіб. Основні галузі зайнятості: освіта, охорона здоров'я та соціальна допомога — 25,8 %, роздрібна торгівля — 14,8 %, виробництво — 13,1 %, мистецтво, розваги та відпочинок — 12,6 %.